# Châtillon-Saint-Jean
Pour les articles homonymes, voir Châtillon et Saint-Jean.
Châtillon-Saint-Jean est une commune française située dans le département de la Drôme en région Auvergne-Rhône-Alpes.
Ses habitants sont dénommés les Châtillonnais(es).

## Géographie

### Localisation
La commune de Châtillon-Saint-Jean est située à sept kilomètres au nord-est de Romans. Elle est limitrophe, à l’est, du département de l’Isère.

### Relief et géologie
Sites particuliers :
- Combe Chapoize[1] ;
- Combe des Morts[1] ;
- Petite Combe[1] .

### Hydrographie
La commune est arrosée par les cours d'eau suivants :
- l'Aygala, affluent de la Joyeuse[1] ;
- la Joyeuse[1].

### Climat
Pour des articles plus généraux, voir Climat d'Auvergne-Rhône-Alpes et Climat de la Drôme.
En 2010, le climat de la commune est de type climat du Bassin du Sud-Ouest, selon une étude du CNRS s'appuyant sur une série de données couvrant la période 1971-2000. En 2020, Météo-France publie une typologie des climats de la France métropolitaine dans laquelle la commune est exposée à un climat de montagne ou de marges de montagne et est dans la région climatique  Moyenne vallée du Rhône, caractérisée par un bon ensoleillement en été (fraction d’insolation > 60 %), une forte amplitude thermique annuelle (4 à 20 °C), un air sec en toutes saisons, orageux en été, des vents forts (mistral), une pluviométrie élevée en automne (250 à 300 mm). 
Pour la période 1971-2000, la température annuelle moyenne est de 12,5 °C, avec une amplitude thermique annuelle de 17,8 °C. Le cumul annuel moyen de précipitations est de 913 mm, avec 8,4 jours de précipitations en janvier et 5,7 jours en juillet. Pour la période 1991-2020, la température moyenne annuelle observée sur la station météorologique de Météo-France la plus proche, « Romans_sapc »sur la commune de Romans-sur-Isère à 8 km à vol d'oiseau, est de 13,1 °C et le cumul annuel moyen de précipitations est de 876,7 mm,. Pour l'avenir, les paramètres climatiques de la commune estimés pour 2050 selon différents scénarios d'émission de gaz à effet de serre sont consultables sur un site dédié publié par Météo-France en novembre 2022.

### Voies de communication et transports
- L'entrée principale du village se fait au sud par la départementale 123 qui relie Châtillon aux villages environnants et à Romans-sur-Isère.
- Les autres entrées du village sont à l'ouest et à l'est (départementale 112).
- Une déviation, construite en 1999, contourne le village.

## Urbanisme

### Typologie
Au 1er janvier 2024, Châtillon-Saint-Jean est catégorisée bourg rural, selon la nouvelle grille communale de densité à 7 niveaux définie par l'Insee en 2022.
Elle est située hors unité urbaine. Par ailleurs la commune fait partie de l'aire d'attraction de Romans-sur-Isère, dont elle est une commune de la couronne,. Cette aire, qui regroupe 30 communes, est catégorisée dans les aires de 50 000 à moins de 200 000 habitants,.

### Occupation des sols
L'occupation des sols de la commune, telle qu'elle ressort de la base de données européenne d’occupation biophysique des sols Corine Land Cover (CLC), est marquée par l'importance des territoires agricoles (84,1 % en 2018), en diminution par rapport à 1990 (87,3 %). La répartition détaillée en 2018 est la suivante : 
zones agricoles hétérogènes (50,7 %), terres arables (29,5 %), forêts (9,9 %), zones urbanisées (6 %), cultures permanentes (3,8 %). L'évolution de l’occupation des sols de la commune et de ses infrastructures peut être observée sur les différentes représentations cartographiques du territoire : la carte de Cassini (XVIIIe siècle), la carte d'état-major (1820-1866) et les cartes ou photos aériennes de l'IGN pour la période actuelle (1950 à aujourd'hui).

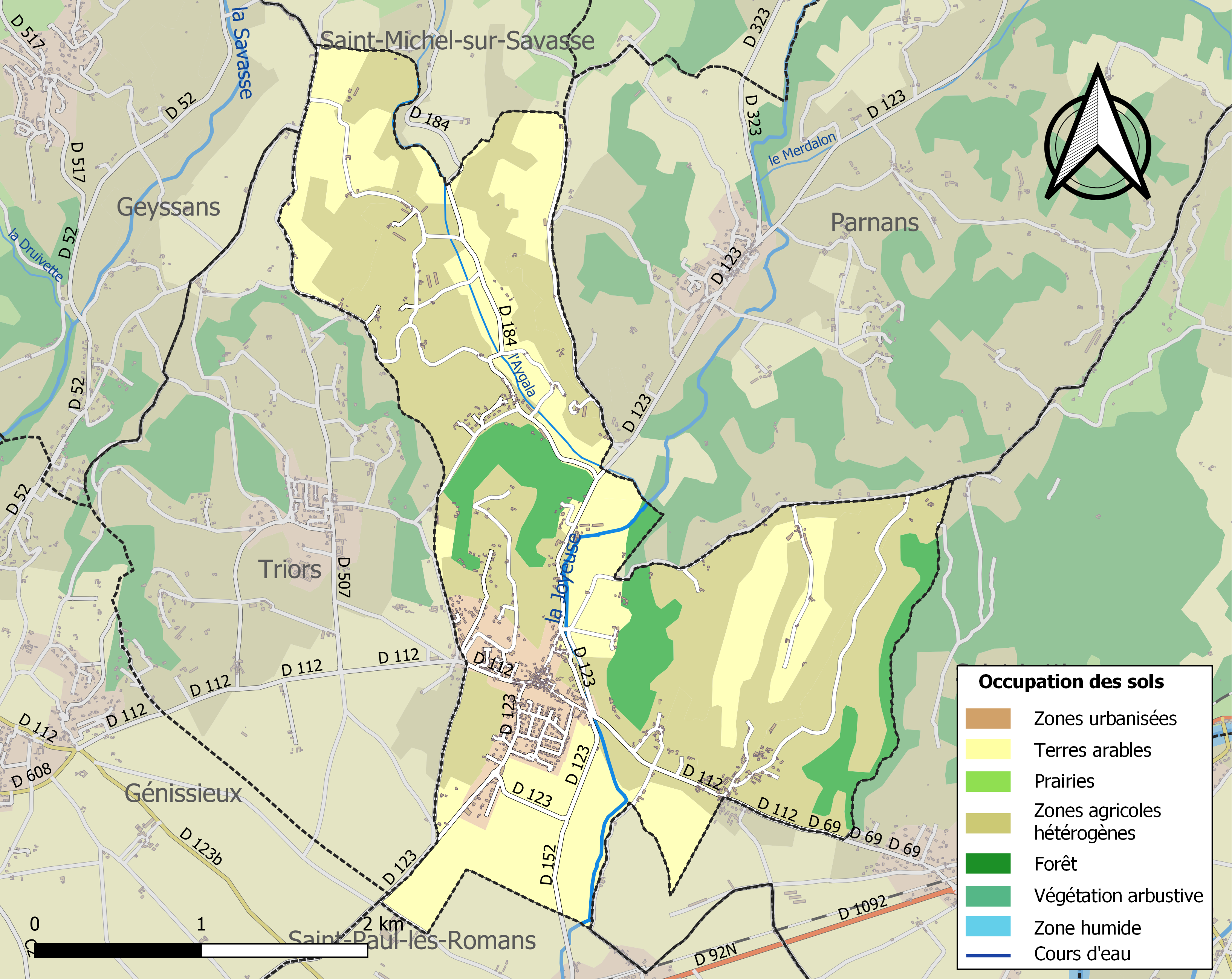
Carte des infrastructures et de l'occupation des sols de la commune en 2018 (CLC).

### Morphologie urbaine

#### Quartiers, hameaux et lieux-dits
Site Géoportail (carte IGN) :
- Beuvert
- Bochinard
- Bramefaim
- Chapoize
- Châtillon
- Côte Rousse (nord)
- Côte Rousse (sud)
- Croix Haute
- Gillons
- la Croisette
- la Croix de Juzan
- la Croix Mane
- la Déserte
- la Guiguière
- la Pierrela
- le Château
- le Châtelar
- le Clot
- les Barges
- les Flottes
- les Guilhomonts
- les Marais
- les Molhens
- les Plantards
- les Sables (nord)
- les Sables (sud)
- les Volays
- le Truchet
- Montjuvin
- Peroux
- Palaye
- Saint-Izier
- Tancot

### Projets d'aménagement
Depuis 2007, de nombreuses rues ont été aménagées pour permettre aux habitants de se déplacer plus aisément : trottoirs plus larges, nouveaux passages-piétons, nouvelle signalisation routière.
En 2009, de nouveaux lampadaires ont été installés dans plusieurs rues. Cependant, à des fins d'économie et de diminution de la pollution lumineuse, l'éclairage public est éteint la nuit.

## Toponymie

### Attestations
Dictionnaire topographique du département de la Drôme :
- 1100 : Sanctus Johanes ab Altevedone (cartulaire de Romans, 146).
- 1104 : mention de la paroisse : ecclesia Sancti Johannis de Altaveione (cartulaire de Romans, 178).
- 1150 : mention de la paroisse : parrochia Sancti Johannis de Auteveone (cartulaire de Romans, 316).
- 1217 : mention de la paroisse : ecclesia Sancti Johannis d'Auteveun (cartulaire des Hospitaliers, 49).
- 1220 : mention de la paroisse : la gleisa Sain Johan (cartulaire des Hospitaliers, 25).
- 1220 : mention de la paroisse : ecclesia Sancti Johannis d'Auteveon (cartulaire de Léoncel, 86).
- 1248 : mention de la paroisse : parrochia Sancti Johannis d'Authaveon (cartulaire de Romans, 375).
- 1361 : Sanctus Johanes Alteveonis(archives de la Drôme, E 3584).
- 1393 : mention de la paroisse : parrochia Sancti Johannis Alteveyonis (cartulaire de Romans, 2289).
- XIVe siècle : mention de la paroisse : capella Sancti Johannis de Altaveone (pouillé de Vienne).
- 1449 : Sanctus Johannes Alteveyronis sive Alteveyans (terrier de Vernaison).
- 1521 : mention de la paroisse : ecclesia Sancti Johannis Altabernis (pouillé de Vienne).
- 1788 : Saint-Jean d'Octavéon (alman. du Dauphiné).
- 1891 : Châtillon-Saint-Jean, commune du canton de Romans.

Voir la commune de Romans-sur-Isère pour l'archiprêté de Romans appelé archiprêté d'Octavéon (800 : archipresbyteratus Altavensis, id est de Romanis (Charvet, Hist. de Vienne, 242)).

### Étymologie
Châtillon dérive du bas latin castellum, diminutif de castrum, avec le suffixe -ionem. Castrum a d'abord désigner tous les types de forteresse, du simple donjon à l'enceinte urbaine. Il s'est par la suite spécialisé au sens de « château fort » puis à celui de « grande maison de plaisance »[réf. nécessaire].

## Histoire

### Préhistoire
Découverte de la plus ancienne faune avec renne connue en France.

### Antiquité: les Gallo-romains
Découverte de médailles et d'antiquités romaines près du village[réf. nécessaire].

### Du Moyen Âge à la Révolution
L'Ager Etelvensis (cartulaire de Romans, 30) ne comprenait, avec la commune de Châtillon-Saint-Jean (Drôme), que celles de Montagne, de Bessins, de Saint-Apollinard et de Chevrières (Isère).
La terre est disputée entre les dauphins et les religieux de Romans.
La seigneurie :
- Au point de vue féodal, la terre (ou seigneurie) est un fief du chapitre de Romans. Elle était plus connue sous le nom de Châtillon (voir ce nom) à cause du château de ce nom qui en était le chef-lieu.
- Possession des Bressieu.
- La terre passe aux Clermont-Chatte.
- 1438 : elle est vendue aux Vinay.
- 1590 : passe (par mariage) aux Montchenu.
- 1686 : passe aux Béatrix-Robert.
- Vers 1720 : passe aux Moret de Bourchenu.
- 1730 : passe (par héritage) aux Bally, derniers seigneurs (une autre version la fait passer des Bailly de Montcarra aux Grattet du Bouchage[réf. nécessaire]).

La communauté de Saint-Jean-d'Octavéon comprenait deux paroisses : celle de Saint-Jean-d'Octavéon et celle de Gilles[réf. nécessaire].
Avant 1790, Saint-Jean-d'Octavéon était une communauté de l'élection et subdélégation de Romans et du bailliage de Saint-Marcellin.

Elle formait une paroisse du diocèse de Vienne. Son église était dédiée à saint Jean-Baptiste. Les dîmes, qui avaient appartenu au chapitre de Romans, échurent vers la fin du XVIIe siècle au chapitre métropolitain de Vienne qui présenta dès lors à la cure.

#### Châtillon
Dictionnaire topographique du département de la Drôme :
- 1070 : Castellonium (cartulaire de Romans, 18 bis).
- 1080 : mention du mandement : mandamentum Castellionis (cartulaire de Romans, 178)
- 1150 : Chasteillo (cartulaire de Romans, 315).
- 1203 : de Chastellon (cartulaire des Hospitaliers, 32).
- 1204 : Chasteillun (cartulaire des Hospitaliers, 63).
- 1210 : Chastilon (cartulaire des Hospitaliers, 66).
- 1211 : Chastilo et Chastillo (cartulaire des Hospitaliers, 67).
- 1212 : de Castellione (cartulaire des Hospitaliers, 69).
- 1215 : Chastelon (cartulaire des Hospitaliers, 76).
- 1216 : Chasteillon (cartulaire des Hospitaliers, 84).
- 1390 : locus Chastillionis (choix de documents, 197).
- 1891 : Châtillon, hameau de la commune de Châtillon-Saint-Jean.

Ancien château dont le mandement, comprenant à l'origine les paroisses de Saint-Jean-d'Octavéon, de Triors et de Saint-Paul-lès-Romans, fut limité par la suite à la seule paroisse de Saint-Jean-d'Octavéon qui devint, en 1790, la commune de Châtillon-Saint-Jean.

### De la Révolution à nos jours
En 1790, la commune est comprise dans le canton de Saint-Paul-lès-Romans. La réorganisation de l'an VIII (1799-1800) la place dans le canton de Romans.

## Politique et administration

### Liste des maires
| Période                                                                      | Période                    | Identité                             | Étiquette        | Qualité       |
| ---------------------------------------------------------------------------- | -------------------------- | ------------------------------------ | ---------------- | ------------- |
| Les données manquantes sont à compléter. : de la Révolution au Second Empire |                            |                                      |                  |               |
| 1790                                                                         | 1871                       | ?                                    |                  |               |
| Les données manquantes sont à compléter. : depuis la fin du Second Empire    |                            |                                      |                  |               |
| 1871                                                                         | 1874                       | ?                                    |                  |               |
| 1874                                                                         | 1878                       | ?                                    |                  |               |
| 1878                                                                         | 1884                       | ?                                    |                  |               |
| 1884                                                                         | 1888                       | ?                                    |                  |               |
| 1888                                                                         | 1892                       | ?                                    |                  |               |
| 1892                                                                         | 1896                       | ?                                    |                  |               |
| 1896                                                                         | 1900                       | ?                                    |                  |               |
| 1900                                                                         | 1904                       | ?                                    |                  |               |
| 1904                                                                         | 1908                       | ?                                    |                  |               |
| 1908                                                                         | 1912                       | ?                                    |                  |               |
| 1912                                                                         | 1919                       | ?                                    |                  |               |
| 1919                                                                         | 1925                       | ?                                    |                  |               |
| 1925                                                                         | 1929                       | ?                                    |                  |               |
| 1929                                                                         | 1935                       | ?                                    |                  |               |
| 1935                                                                         | 1945                       | ?                                    |                  |               |
| 1945                                                                         | 1947                       | ?                                    |                  |               |
| 1947                                                                         | 1953                       | ?                                    |                  |               |
| 1953                                                                         | 1959                       | ?                                    |                  |               |
| 1959                                                                         | 1965                       | ?                                    |                  |               |
| 1965                                                                         | 1971                       | ?                                    |                  |               |
| 1971                                                                         | 1977                       | ?                                    |                  |               |
| 1977                                                                         | 1983                       | ?                                    |                  |               |
| 1983                                                                         | 1989                       | ?                                    |                  |               |
| 1989                                                                         | 1995                       | Roger Bois                           |                  |               |
| 1995                                                                         | 2001                       | Roger Bois                           |                  | maire sortant |
| 2001                                                                         | 2008                       | Jean-Paul Pernaut                    |                  |               |
| 2008                                                                         | 2014                       | Daniel Ardin                         |                  |               |
| 2014                                                                         | 2020                       | Gérard Fuhrer                        | (sans étiquette) | retraité      |
| 2020                                                                         | En cours (au 12 mars 2021) | Daniel Barruyer[source insuffisante] |                  |               |

## Population et société

### Démographie
L'évolution du nombre d'habitants est connue à travers les recensements de la population effectués dans la commune depuis 1793. Pour les communes de moins de 10 000 habitants, une enquête de recensement portant sur toute la population est réalisée tous les cinq ans, les populations de référence des années intermédiaires étant quant à elles estimées par interpolation ou extrapolation. Pour la commune, le premier recensement exhaustif entrant dans le cadre du nouveau dispositif a été réalisé en 2005.

En 2022, la commune comptait 1 299 habitants, en évolution de −4,13 % par rapport à 2016 (Drôme : +2,64 %, France hors Mayotte : +2,11 %).
| 1793 | 1800 | 1806 | 1821 | 1831 | 1836 | 1841 | 1846 | 1851 |
| ---- | ---- | ---- | ---- | ---- | ---- | ---- | ---- | ---- |
| 441  | 421  | 446  | 730  | 762  | 793  | 824  | 837  | 951  |

| 1856 | 1861 | 1866 | 1872 | 1876 | 1881 | 1886 | 1891 | 1896 |
| ---- | ---- | ---- | ---- | ---- | ---- | ---- | ---- | ---- |
| 978  | 979  | 895  | 881  | 891  | 861  | 879  | 874  | 899  |

| 1901 | 1906 | 1911 | 1921 | 1926 | 1931 | 1936 | 1946 | 1954 |
| ---- | ---- | ---- | ---- | ---- | ---- | ---- | ---- | ---- |
| 839  | 845  | 786  | 753  | 739  | 741  | 697  | 676  | 665  |

| 1962 | 1968 | 1975 | 1982 | 1990 | 1999 | 2005  | 2006  | 2010  |
| ---- | ---- | ---- | ---- | ---- | ---- | ----- | ----- | ----- |
| 669  | 672  | 680  | 754  | 790  | 888  | 1 156 | 1 179 | 1 178 |

| 2015  | 2020  | 2022  | - | - | - | - | - | - |
| ----- | ----- | ----- | - | - | - | - | - | - |
| 1 339 | 1 294 | 1 299 | - | - | - | - | - | - |

### Services et équipements
En 2014, une micro-crèche a été ouverte dans la zone artisanale Les Flottes[réf. nécessaire].

### Enseignement
La commune qui relève de l’académie de Grenoble compte deux établissements scolaires :
- l'école maternelle intercommunale Étienne Jean Lapassat qui accueille les élèves de toute petite, petite et moyenne sections de Châtillon-Saint-Jean, mais aussi de Triors et Parnans[21] ;
- l'école élémentaire des Trois Platanes qui accueille les enfants de la commune, de la grande section au CM2[22].

### Santé
- Centre médical : plusieurs médecins, des infirmières, deux kinésithérapeutes, une pédicure podologue, une orthophoniste, une sage-femme, des dentistes[réf. nécessaire].
- Pharmacie[réf. nécessaire].

### Manifestations culturelles et festivités
Les événements de l'année sont indiqués sur le panneau d'affichage de la commune (près de la mairie). Ils se déroulent généralement à la salle des fêtes du village[réf. nécessaire].
- Juin (le 24) : la Saint-Jean d'été est la fête patronale[14].
- La fête locale est célébrée le 15 août[14].
- Août (dernier dimanche) : lors de la fête communale[14], une brocante est organisée dans le village par l'orchestre d'harmonie (fanfare) de Châtillon Les enfants de la Joyeuse. Ce vide-grenier attire beaucoup de gens. Le même jour, diverses animations sont proposées à côté de la salle des fêtes[réf. nécessaire].
- La foire du Dauphiné se déroule à l'extérieur du village[réf. nécessaire].
- L'animation « De fermes en fermes » est très populaire[réf. nécessaire].

### Loisirs
- Pêche et chasse[14].
- Paintball, VTT, beach-volley, escalade, musique, etc.[réf. nécessaire].
- Les enfants se rendent à la salle des fêtes pour y faire du sport, ou bien sur la place de la Mairie. Cette même place rassemble une balançoire, des jeux pour enfants, des tables ainsi que des cages de football[réf. nécessaire].
- La commune fait partie du programme « Anim de Prox » qui rassemble les jeunes (12 à 17 ans) de la commune et des villages voisins, et propose des activités très variées[réf. nécessaire].
- Depuis 2009, une discothèque s'est installée près du village[réf. nécessaire].

Randonnées
- Vallée de la Joyeuse[14].
- Anciennes carrières[14].

## Économie
L'économie de la commune vient essentiellement du secteur primaire (agriculture). Le secteur secondaire s'est développé grâce aux industries installées sur la commune et le secteur tertiaire propose de nouveaux services. Malgré sa petite taille, Châtillon prolonge ainsi l'activité économique du canton de Romans-sur-Isère 2, avec la zone artisanale les Flottes[réf. nécessaire].

### Agriculture
En 1992 : céréales, vignes, vergers, tabac, aviculture.

### Commerce
La commune possède un restaurant, un bar, un buraliste, une boulangerie, une pizzeria-kebab[réf. nécessaire].
Le village est très proche de la zone industrielle de Saint-Vérant, à environ quatre kilomètres. On y trouve un centre commercial et différentes boutiques[réf. nécessaire].

### Tourisme
- Des gîtes assurent l'hébergement[réf. nécessaire].

## Culture locale et patrimoine

### Lieux et monuments
- motte castrale : fortification médiévale située au nord-est de la commune, dans le secteur de la maison forte de Clérivaux. Elle est actuellement recouverte de bois et de taillis. le château semble avoir été érigé avant l'an 1000 et ce dernier appartenait probablement à l'abbé de Romans Leger[réf. nécessaire].
- Maison forte de Clérivaux (privée) de la fin du XIIIe siècle[réf. nécessaire].
- Château du XVe siècle[14].

Château Bady (privé) du XVe siècle[réf. nécessaire].
- Église Saint-Jean de Châtillon-Saint-Jean du XIXe siècle : une pieta[14].
- Chapelle romane de Gillons[14].

Église Saint-Théobald de Gillons : église romane (XIIe siècle) restaurée. Elle fut l'église paroissiale jusqu'à la Révolution[réf. nécessaire].
Le prieuré de Gillons a été fondé par des moines bénédictins et il dépendait du diocèse de Vienne. Son église romane fut d’abord désignée sous le vocable de Sainte-Marie puis elle a été placée sous le celui de Saint-Theobald[réf. nécessaire].
- Une statue de la Vierge domine le village[14].
- Un château érigé en 1848 (privé)[réf. nécessaire].

### Patrimoine naturel
- Grottes (Chapoize, le Châtelar)[1].

### Personnalités liées à la commune
- Alexandre Gallix de Mortillet (1764-1834), homme politique né à Châtillon-Saint-Jean, député de l'Isère de 1824 à 1827.

### Héraldique, logotype et devise
|  | Châtillon-Saint-Jean possède des armoiries dont l'origine et le blasonnement exact ne sont pas disponibles. |